# 李如松

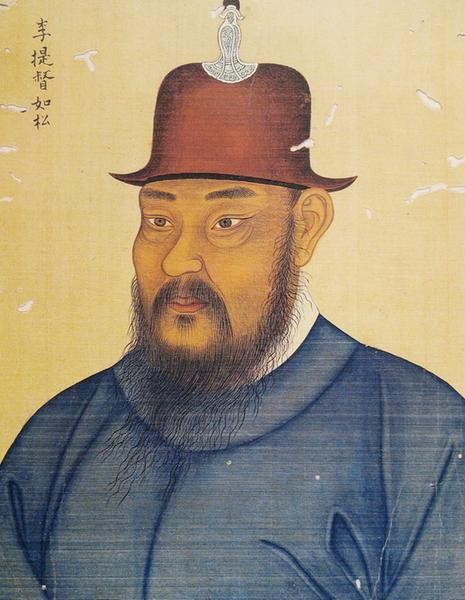
李如松

李 如松（り じょしょう、嘉靖28年（1549年） - 万暦26年4月4日（1598年5月8日））は、明末の軍人。字は子茂、号は仰城。諡は忠烈。遼東鉄嶺衛の出身。

## 生涯
李成梁の長男として生まれた。朝鮮からの移民の末裔であるため、鉄嶺市政府は朝鮮族、あるいは朝鮮族の末裔と公式見解を示している。日本の研究者には朝鮮系中国人とも称されている。
万暦2年（1574年）に鉄嶺衛都指揮同知を父より世襲し、同じく万暦8年（1580年）に寧遠伯を一カ月遅れで世襲した。万暦12年（1584年）に山西総兵、万暦13年（1585年）に京城巡捕都督僉事、万暦16年（1588年）に宣府総兵を歴任した。
万暦20年（1592年）の哱拝の乱の鎮圧でも戦功を認められ、その直後に始まった第一次万暦朝鮮の役（文禄の役）では防海禦倭総兵官として、朝鮮への援軍を率いた。朝鮮に入ると、万暦21年（1593年、文禄2年）1月に平壌城に拠る小西行長の軍勢を急襲して落城寸前まで追い込み、包囲を一部解いて自主撤退を勧告し、平壌を回復した。更に李如松は撤退する小西軍を追撃したが、漢城へ進撃する途上での碧蹄館の戦いで小早川隆景・立花宗茂らの軍勢に敗れ、平壌に撤退した。その後、積極的な攻勢に出ることはなく、和議による事態収拾を図った。9月には朝鮮軍務経略の宋応昌と共に李如松も帰国した。第二次万暦朝鮮の役（慶長の役）には参戦していない。
万暦25年（1597年）に東西虜10万により遼東の静遠堡などが一週間に渡って侵略を受けたことに対応するため、遼東総兵として王保の後任として着任し、太子太保を加えられた。万暦26年（1598年）4月に李如松は城外で伏兵に遭って戦死した。「これと語れば、みな『娓娓精当』」と評価されるほど傑出していたとされた。また万暦帝の信任が非常に厚く、その死は悲しみ悼まれ、死後に少保・寧遠伯を追贈し、諡を贈り、祠を建て、加葬営葬を命じ、子を取り立てて厚遇した。

## 朝鮮での評価
李如松は、李氏朝鮮時代の支配層は、頌徳碑を建て、生祠堂を作ろうとまでしたほかに、平壌に武列祠を作り、肖像画を掲げて春秋には祭祀を執り行い、1599年には宣武祠を建て、宣祖は「再造之恩」という額を掲げて、滅んだ国を蘇らせた恩人として崇めたが、今日の韓国では救国の恩人と記憶している人は誰もいないという。
『壬申倭乱と韓中関係』の著者の韓明基は、「再造之恩」を強調することで権威が失墜していた宣祖や大臣は「危機を何とか克服できた苦労のほとんどは明軍のものであり、明軍を参戦させたのは自分たちであることを強調することによって、戦争初期の相次ぐ敗北で失墜した権威をある程度挽回できた」という政治的意味を分析した。
李如松を救国の恩人と美化しているのは官製の記録に限られ、大衆の説話ではあくどい面が浮き彫りにされている。安東大学教授の任在海は、李如松の説話を4つに分類する。
1. 朝鮮の使者が明へ行き、屈辱を受けたにもかかわらず、ついに李如松に援軍を要請した
2. 李如松が朝鮮からたくさんの優れた人物が排出されるのをねたみ、良好な風水の流れを断った
3. 名もない少女が李如松の悪行を阻止し、朝鮮から追い出した
4. 良好な風水の流れをむやみに断ったので、自らの祖父の土地の良好な風水の流れまで断ってしまい、ついに自らも滅んだ

大衆の説話ではあくどい面が浮き彫りにされているのは、平壌城の戦闘で李如松が指揮した明軍の戦果とする日本軍の切り落とされた頭の半数は、朝鮮の民衆であり、李如松が平壌城を攻撃した際に、朝鮮の民衆の頭を切り落とした後、前髪を刈り取り日本軍の頭に偽装して戦果をごまかしたことは、明軍では公然の秘密だった。それは明軍でも問題視され、山東都御史の周維韓は、調査官を送り、網目の帯状頭巾の跡がある朝鮮人の頭と前髪を刈り取った日本軍の頭を識別する作業を行い、責任を追及した。その他、李如松の平壌城攻撃で焼死・水死した朝鮮人が1万人位いたという記録が『宣祖実録』に出ており、老斤里事件を凌ぐ虐殺を李如松は行った。
大衆の説話では、李如松は名もない少女・若者・老人・山神などにより、朝鮮から追い出されたことになっている。李如松の死に哀悼一色だった朝廷とは異なり、説話では「李如松は自分で自分の首を絞めたうえに、彼の子孫まで没落させた」と高笑いしており、任在海は「大国と小国の間の、従属関係や血縁関係や血盟関係などでは、互恵平等の原則に基づく善隣関係を維持できなことを認識」していたという。

## 系譜
- 父：李成梁
- 叔父：李成材
- 弟：李如柏・李如楨・李如樟・李如梅・李如梓・李如梧・李如桂・李如楠

（『明史』李如松伝による）